# Округ Клер (Мичиген)
Округ Клер (енгл. Clare County) је округ у америчкој савезној држави Мичиген.

## Демографија
По попису из 2010. године број становника је 30.926, што је 326 (-1,0%) становника мање него 2000. године.
| Група             | 2000.          | 2010.          |
| Белци             | 30.210 (96,7%) | 29.612 (95,8%) |
| Афроамериканци    | 102 (0,3%)     | 149 (0,5%)     |
| Азијати           | 80 (0,3%)      | 91 (0,3%)      |
| Хиспаноамериканци | 340 (1,1%)     | 464 (1,5%)     |
| Укупно            | 31.252         | 30.926         |